# Liste der Bodendenkmäler in Pfakofen
Auf dieser Seite sind die Bodendenkmäler in der Oberpfälzer Gemeinde Pfakofen zusammengestellt. Diese Tabelle ist eine Teilliste der Liste der Bodendenkmäler in Bayern. Grundlage ist die Bayerische Denkmalliste, die auf Basis des Bayerischen Denkmalschutzgesetzes vom 1. Oktober 1973 erstmals erstellt wurde und seither durch das Bayerische Landesamt für Denkmalpflege geführt wird. Die folgenden Angaben ersetzen nicht die rechtsverbindliche Auskunft der Denkmalschutzbehörde.

## Bodendenkmäler der Gemeinde Pfakofen

### Bodendenkmäler in der Gemarkung Allkofen
| Lage                | Objekt                        | Akten-Nr.     | Bild |
| ------------------- | ----------------------------- | ------------- | ---- |
| Allkofen (Standort) | Siedlung der Urnenfelderzeit. | D-2-7139-0030 |      |

### Bodendenkmäler in der Gemarkung Aufhausen
| Lage                 | Objekt                                 | Akten-Nr.     | Bild |
| -------------------- | -------------------------------------- | ------------- | ---- |
| Aufhausen (Standort) | Verebnete vorgeschichtliche Grabhügel. | D-3-7139-0167 |      |

### Bodendenkmäler in der Gemarkung Pfakofen
| Lage                | Objekt | Akten-Nr.     | Bild |
| ------------------- | --- | ------------- | ---- |
| Pfakofen (Standort) | Siedlungen der Jungsteinzeit, der Bronzezeit und der Frühlatènezeit, frühmittelalterliches Reihengräberfeld.                                                                                           | D-3-7139-0041 |      |
| Pfakofen (Standort) | Siedlung der Frühlatènezeit, Bestattungsplatz des frühen Mittelalters. | D-3-7139-0042 |      |
| Pfakofen (Standort) | Endpaläolithische und mesolithische Freilandstation, Siedlungen der Jungsteinzeit, der Bronzezeit, der Urnenfelderzeit, der Latènezeit und des Frühmittelalters, Bestattungsplatz der Urnenfelderzeit. | D-3-7139-0090 |      |
| Pfakofen (Standort) | Siedlung der Frühlatènezeit. | D-3-7139-0098 |      |
| Pfakofen (Standort) | Archäologische Befunde im Bereich der Katholischen Pfarrkirche St. Georg in Pfakofen, darunter die Spuren von Vorgängerbauten bzw. älteren Bauphasen.                                                  | D-3-7139-0099 |      |

### Bodendenkmäler in der Gemarkung Pfellkofen
| Lage                  | Objekt | Akten-Nr.     | Bild |
| --------------------- | --- | ------------- | ---- |
| Pfellkofen (Standort) | Vorgeschichtlicher Bestattungsplatz mit mindestens zwölf teils verebneten Grabhügeln. | D-3-7139-0009 |      |
| Pfellkofen (Standort) | Vorgeschichtlicher Bestattungsplatz mit mindestens sieben Grabhügeln. | D-3-7139-0010 |      |
| Pfellkofen (Standort) | Verebnete vorgeschichtliche Grabhügel. | D-3-7139-0011 |      |
| Pfellkofen (Standort) | Siedlungen der Jungsteinzeit, der Altheimer Kultur, der Bronzezeit und Urnenfelderzeit und des Frühmittelalters, römische Villa rustica.                                                              | D-3-7139-0012 |      |
| Pfellkofen (Standort) | Siedlungen der Altheimer Kultur und der Latènezeit. | D-3-7139-0013 |      |
| Pfellkofen (Standort) | Siedlung vor- und frühgeschichtlicher Zeitstellung. | D-3-7139-0014 |      |
| Pfellkofen (Standort) | Siedlungen der Altheimer Kultur, der Frühbronzezeit und der Frühlatènezeit. | D-3-7139-0015 |      |
| Pfellkofen (Standort) | Siedlung der Jungsteinzeit (Gruppe Oberlauterbach). | D-3-7139-0040 |      |
| Pfellkofen (Standort) | Archäologische Befunde des Mittelalters und der frühen Neuzeit im Bereich der Katholischen Filialkirche Mater Dolorosa in Pfellkofen, darunter die Spuren von Vorgängerbauten bzw. älteren Bauphasen. | D-3-7139-0177 |      |
| Pfellkofen (Standort) | Vorgeschichtliche Siedlung. | D-3-7139-0229 |      |

### Bodendenkmäler in der Gemarkung Rogging
| Lage               | Objekt | Akten-Nr.     | Bild |
| ------------------ | --- | ------------- | ---- |
| Rogging (Standort) | Siedlung der Spätlatènezeit. | D-3-7139-0057 |      |
| Rogging (Standort) | Vorgeschichtlicher Bestattungsplatz mit mindestens zwölf Grabhügeln. | D-3-7139-0059 |      |
| Rogging (Standort) | Römische villa rustica mit zugehörigem Gräberfeld. | D-3-7139-0100 |      |
| Rogging (Standort) | Siedlung vor- und frühgeschichtlicher Zeitstellung. | D-3-7139-0104 |      |
| Rogging (Standort) | Archäologische Befunde des Mittelalters und der frühen Neuzeit im Bereich der Katholischen Filialkirche St. Johannes Ev. und St. Johannes Bapt. in Rogging, darunter die Spuren von Vorgängerbauten bzw. älteren Bauphasen. | D-3-7139-0175 |      |
| Rogging (Standort) | Siedlung der Jungsteinzeit. | D-3-7139-0189 |      |
| Rogging (Standort) | Siedlung der römischen Kaiserzeit. | D-3-7139-0190 |      |